# Rafael Tolói
Rafael Tolói (Glória d'Oeste, 1990. október 10.) brazil születésű olasz válogatott labdarúgó, a São Paulo játékosa. 

## Pályafutása

### Klubcsapatokban
A Goiás csapatában nevelkedett és lett profi játékos. 2012. július 5-én igazolta le São Paulo csapata 5 évre. Július 25-én első bajnoki gólját is megszerezte az Atlético Goianiense ellen. 2014. január 31-én kölcsönbe került az olasz AS Roma csapatához 500.000 €-ért a 2013–14-es szezon végéig, valamint 5,5 millió €-s opciós vásárlási joggal. Március 25-én a Torino ellen mutatkozott be. 2015. augusztus 26-án 3,5 millió €-ért az Atalanta szerződtette. Szeptember 13-án a Sassuolo ellen mutatkozott be Gianpaolo Bellini cseréjeként a 80. percben. Szeptember 24-én második bajnoki mérkőzésén első gólját is megszerezte az Empoli ellen. 2018. február 22-én első gólját is megszerezte az Európa-ligában a német Borussia Dortmund elleni nyolcaddöntőben. A 2020–21-es szezontól ő lett a csapatkapitány, miután Pau Gómez elhagyta a klubot. 2024. május 22-én a német Bayer Leverkusen ellen megnyerte csapatával az Európa-ligát. 2025. augusztus 15-én 2026. december 31-ig írt alá régi-új klubjához a São Paulóhoz, a szerződése 2027. december 31-ig meghosszabbítható.

### A válogatottban
Brazil színekben részt vett a 2009-ben a Dél-amerikai U20-as labdarúgó-bajnokságon és az U20-as labdarúgó-világbajnokságon.
2021. február 17-én a Nemzetközi Labdarúgó-szövetség jóváhagyta, hogy pályára léphessen az olasz válogatottban. Dédszülei olaszok voltak és régóta rendelkezik olasz útlevéllel, valamint megfelelt annak a feltételnek is, hogy legalább öt éve Olaszországban élt. Március 19-én Roberto Mancini szövetségi kapitány behívta a Litvánia ellen készülő olasz keretbe. Március 31-én be is mutatkozott a litvánok elleni világbajnokság-selejtezőn, amelyet kezdőként végigjátszott. Június 1-jén bekerült a 2020-as labdarúgó-Európa-bajnokságra utazó 26 fős keretbe. Július 11-i döntőt követően Európa-bajnok lett.

## Statisztika

### A válogatottban
2023. június 18-án frissítve.
| Nemzet      | Év       | Mérkőzés | Gól |
| ----------- | -------- | -------- | --- |
| Olaszország | 2021     | 8        | 0   |
| Olaszország | 2022     | 2        | 0   |
| Olaszország | 2023     | 4        | 0   |
| Összesen    | Összesen | 14       | 0   |

## Sikerei, díjai

### Klub
- Goiás
  - Campeonato Goiano: 2009, 2012

- São Paulo
  - Copa Sudamericana: 2012

- Atalanta
  - Európa-liga: 2023–24

### Válogatott
- Brazília U20
  - Dél-amerikai U20-as labdarúgó-bajnokság: 2009

- Olaszország
  - Labdarúgó-Európa-bajnokság: 2020